# Communauté d'agglomération de l'Étampois Sud-Essonne
La Communauté d'Agglomération de l'Étampois Sud-Essonne (CAESE) est une structure intercommunale française située dans le département de l’Essonne et la région Île-de-France. 

## Historique
La communauté de communes de l’Étampois a été constituée par arrêté préfectoral du 28 novembre 2003.
Elle s’agrandit avec l’arrivée de la commune de Blandy le 12 décembre 2006, mais est dissoute le 31 décembre 2008 à la suite d'un jugement de la cour administrative d'appel de Versailles.
Le 16 décembre 2008 une nouvelle communauté de communes de l’Étampois Sud-Essonne est créée,,.
Le 1er janvier 2013, l'intercommunalité est élargie aux communes d'Abbéville-la-Rivière, Angerville, Arrancourt, Boissy-la-Rivière, Brouy, Chalou-Moulineux, Champmotteux, Congerville-Thionville, Estouches, Fontaine-la-Rivière, Guillerval, Méréville, Monnerville, Pussay, Saclas et Saint-Cyr-la-Rivière.
Elle se transforme en communauté d'agglomération le 1er janvier 2016, l'arrêté préfectoral n° 2015-PREF.DRCL/661 ayant été signé le 7 septembre 2015.
Les communes de Méréville et d'Estouches fusionnent le 1er janvier 2019, créant la commune nouvelle du Mérévillois, réduisant ainsi à 37 le nombre de communes membres de l'intercommunalité.

## Géographie

### Situation
| Type d'occupation           | Pourcentage | Superficie (en hectares) |
| --------------------------- | ----------- | ------------------------ |
| Espace urbain construit     | 4,5 %       | 2 220,79                 |
| Espace urbain non construit | 2,2 %       | 1 079,30                 |
| Espace rural                | 93,3 %      | 45 958,27                |
| Source : Iaurif-MOS 2008    |             |                          |

La communauté d'agglomération de l’Étampois Sud-Essonne est située au sud-ouest du département de l’Essonne. Son altitude varie entre soixante-trois mètres à Morigny-Champigny et cent cinquante-neuf mètres à Chatignonville.

### Composition
La communauté d'agglomération est composée des 37 communes suivantes :

| Nom                    | Code Insee | Gentilé                    | Superficie (km2) | Population (dernière pop. légale) | Densité (hab./km2) |
| ---------------------- | ---------- | -------------------------- | ---------------- | --------------------------------- | ------------------ |
| Étampes (siège)        | 91223      | Étampois                   | 40,92            | 26 601 (2022)                     | 650                |
| Abbéville-la-Rivière   | 91001      | Abbevillois                | 15,02            | 331 (2022)                        | 22                 |
| Angerville             | 91016      | Angervillois               | 25,83            | 4 416 (2022)                      | 171                |
| Arrancourt             | 91022      | Arrancourtois              | 7,4              | 119 (2022)                        | 16                 |
| Authon-la-Plaine       | 91035      | Authonais                  | 10,59            | 371 (2022)                        | 35                 |
| Blandy                 | 91067      | Blandois                   | 7,91             | 115 (2022)                        | 15                 |
| Bois-Herpin            | 91075      | Bois-Herpinois             | 3,89             | 83 (2022)                         | 21                 |
| Boissy-la-Rivière      | 91079      | Buccussiens                | 12,47            | 533 (2022)                        | 43                 |
| Boissy-le-Sec          | 91081      | Boissyons                  | 19,06            | 693 (2022)                        | 36                 |
| Boutervilliers         | 91098      | Boutervillois              | 7,01             | 429 (2022)                        | 61                 |
| Bouville               | 91100      | Bouvillons                 | 20,53            | 658 (2022)                        | 32                 |
| Brières-les-Scellés    | 91109      | Briolins                   | 8,65             | 1 218 (2022)                      | 141                |
| Brouy                  | 91112      | Brogaçois                  | 8,39             | 129 (2022)                        | 15                 |
| Chalo-Saint-Mars       | 91130      | Chaloins                   | 28,67            | 1 042 (2022)                      | 36                 |
| Chalou-Moulineux       | 91131      | Calo-Moulinotins           | 10,47            | 380 (2022)                        | 36                 |
| Champmotteux           | 91137      | Champmottois               | 7,57             | 360 (2022)                        | 48                 |
| Chatignonville         | 91145      | Chatignonvillois           | 5,13             | 71 (2022)                         | 14                 |
| Congerville-Thionville | 91613      | Congervillois-Thionvillois | 8,47             | 212 (2022)                        | 25                 |
| Fontaine-la-Rivière    | 91240      | Fontainiens                | 3,69             | 182 (2022)                        | 49                 |
| La Forêt-Sainte-Croix  | 91248      | Sylvaniens                 | 5,36             | 153 (2022)                        | 29                 |
| Guillerval             | 91294      | Guillervallois             | 17,3             | 812 (2022)                        | 47                 |
| Marolles-en-Beauce     | 91374      | Marollais                  | 6                | 238 (2022)                        | 40                 |
| Le Mérévillois         | 91390      |                            | 32,97            | 3 420 (2022)                      | 104                |
| Mérobert               | 91393      | Mérobertois                | 10,71            | 635 (2022)                        | 59                 |
| Mespuits               | 91399      | Mespuitsiens               | 9,95             | 188 (2022)                        | 19                 |
| Monnerville            | 91414      | Monnervillois              | 8,31             | 377 (2022)                        | 45                 |
| Morigny-Champigny      | 91433      | Morignacois                | 30,85            | 4 435 (2022)                      | 144                |
| Ormoy-la-Rivière       | 91469      | Ormoisiens                 | 10,29            | 950 (2022)                        | 92                 |
| Plessis-Saint-Benoist  | 91495      | Benats                     | 9,16             | 327 (2022)                        | 36                 |
| Puiselet-le-Marais     | 91508      | Pirlotchets                | 11,27            | 261 (2022)                        | 23                 |
| Pussay                 | 91511      | Pusseins                   | 11,55            | 2 182 (2022)                      | 189                |
| Roinvilliers           | 91526      | Roinvilliérains            | 7,16             | 110 (2022)                        | 15                 |
| Saclas                 | 91533      | Saclasiens                 | 13,66            | 1 857 (2022)                      | 136                |
| Saint-Cyr-la-Rivière   | 91544      | Saint-Cyriens              | 8,81             | 472 (2022)                        | 54                 |
| Saint-Escobille        | 91547      | Saint-Escobillois          | 12               | 465 (2022)                        | 39                 |
| Saint-Hilaire          | 91556      | Saint-Hilairois            | 6,79             | 402 (2022)                        | 59                 |
| Valpuiseaux            | 91629      | Valpuisiens                | 18,7             | 621 (2022)                        | 33                 |

### Démographie
| 1968   | 1975   | 1982   | 1990   | 1999   | 2008   | 2013   | 2018   |
| ------ | ------ | ------ | ------ | ------ | ------ | ------ | ------ |
| 31 951 | 37 218 | 39 846 | 44 720 | 46 966 | 49 302 | 53 280 | 54 337 |

### Distinctions et labels
Le territoire, composé de 37 communes du Sud-Essonne, est labellisé Pays d'art et d'histoire.[réf. nécessaire]

## Organisation

### Siège
Le siège de la CAESE est 76 rue Saint-Jacques à Étampes.

### Élus
Le conseil communautaire de la communauté d'agglomération se compose de 75 conseillers, représentant chacune des communes membres et élus pour une durée de six ans.
Ils sont répartis comme suit :
| Nombre de conseillers | Communes               |
| --------------------- | ---------------------- |
| 28                    | Étampes                |
| 5                     | Morigny-Champigny      |
| 4                     | Angerville             |
| 3                     | Le Mérévillois         |
| 2                     | Pussay, Saclas         |
| 1 (+1 suppléant)      | les 31 autres communes |

Le conseil communautaire renouvelé à la suite des élections municipales de 2020 réuni le 10 juillet 2020 a réélu son président,  Johann Mittelhausser, maire d'Angerville, ainsi que ses 14 vice-présidents, qui sont , :
1. Franck Marlin, maire d’Étampes, délégué à la politique de la ville, à l'action cœur de ville, au CISPD et à la GEMAPI ;
2. Bernard Dionnet, maire de Morigny-Champigny,délégué aux finances, à la stratégie territoriale et à la mutualisation ;
3. Guy Crosnier, maire de La-Forêt-Sainte-Croix, délégué au développement économique, à l'emploi et au monde agricole ;
4. Jean Perhtuis, maire de Valpuiseaux, délégué  à l'eau potable et aux relations avec les communes ;
5. Guy Desmurs, maire du Mérévillois, délégué à la commande publique et à la stratégie économique ;
6. Marie-Claude Girardeau élue d’Étampes, déléguée à la politique du logement et de l'habitat ;
7. Sabine Furman, maire de Mespuits, déléguée aux ressources humaines et au dialogue social ;
8. Huguette Denis, maire de Roinvilliers, déléguée à la culture et à la valorisation du label Pays d'art et d'histoire ;
9. Yves Villate, maire de Saint-Escobille, délégué au développement durable, à l'environnement et à la transition énergétique ;
10. Grégory Courtas, maire de Pussay, délégué à la stratégie du développement touristique ;
11. Michel Rouland, maire de Brières-les-Scellés, délégué au patrimoine, aux grands projets et à l'habitat voyageur ;
12. M. Dominique Leroux, maire de Boissy-la-Rivière, délégué à l'assainissement et aux eaux pluviales urbaines ;
13. Christelle Deloison, maire de Saint-Cyr-la-Rivière, déléguée à la Maison de Justice et du Droit, au guichet unique et aux piscines ;
14. Nicolas André, maire d’Authon-la-Plaine, délégué à l'enfance et à la petite enfance.

Dans le cadre d'un conflit entre Étampes et l'intercommunalité, Franck Marlin et Marie-Claude Girardeau, respectivement maire et maire-adjointe de la ville, démissionnent de leurs mandats de vice-présidents de l'intercommunalité

### Liste des présidents
| Période                                  | Période                       | Identité              | Étiquette | Qualité |
| ---------------------------------------- | ----------------------------- | --------------------- | --------- | --- |
| Les données manquantes sont à compléter. |                               |                       |           | |
| 2003                                     | 2012                          | Jean Perthuis         | UMP       | Agriculteur Maire de Valpuiseaux (1983 → ) Conseiller général d'Étampes (2008 → 2015) Démissionnaire                         |
| octobre 2012                             | 2014                          | Francis Tassin        | DVD       | Maire de Boutervilliers (2001 → )                                                                                            |
| 2014                                     | mars 2018                     | Jean-Pierre Colombani | UMP       | 1er maire-adjoint (1995 → 2017) puis maire (2017 → 2018) d'Étampes Conseiller général d'Étampes (2001 → 2008) Démissionnaire |
| mars 2018                                | En cours (au 12 juillet 2020) | Johann Mittelhausser  | SE        | Chef-adjoint de cabinet dans un ministère de Bercy Maire d'Angerville Réélu pour le mandat 2020-2026                         |

### Compétences
La communauté d'agglomération exerce les compétences qui lui ont été transférées par les communes membres, dans les conditions fixées par le code général des collectivités territoriales.
Il s'agit de :
- Développement économique
- Aménagement de l’espace communautaire
- Équilibre social de l’habitat
- Politique de la ville
- GEMAPI
- Voirie et parc de stationnement d'intérêt communautaire
- Protection et mise en valeur de l’environnement et du cadre de vie
- Construction, aménagement entretien et gestion d’équipements culturels et sportifs d’intérêt communautaire
- Enfance et jeunesse
- Accompagnement de la prévention spécialisée
- Construction, entretien et fonctionnement d’équipements culturels et sportifs et d’équipements d’enseignement
- Tourisme
- Point d’Accès au Droit
- Création, fonctionnement et gestion du SPANC
- Aménagement numérique du territoire
- Aménagement rural
- Création et gestion des aires d’accueil des gens du voyage

### Régime fiscal et budget
La communauté d'agglomération est un établissement public de coopération intercommunale à fiscalité propre.
Afin de financer l'exercice de ses compétences, l'intercommunalité perçoit, comme toutes les communautés d'agglomération, la fiscalité professionnelle unique (FPU) – qui a succédé à la taxe professionnelle unique (TPU) – et assure une péréquation de ressources.
Elle ne verse pas de dotation de solidarité communautaire (DSC) à ses communes membres.

## Projets et réalisations
Conformément aux dispositions légales, une communauté d'agglomération a pour objet d'associer « au sein d'un espace de solidarité, en vue d'élaborer et conduire ensemble un projet commun de développement urbain et d'aménagement de leur territoire ».

## Pour approfondir